# Zmarli w kwietniu 2014

## Kwiecień 2014
- 30 kwietnia
  - Judi Meredith – amerykańska aktorka[1]
  - Jun’ichi Watanabe – japoński pisarz[2]
  - Mieczysław Wilczek – polski przedsiębiorca, chemik i prawnik, minister przemysłu Polskiej Rzeczypospolitej Ludowej w latach 1988–1989, autor ustawy o działalności gospodarczej (obowiązującej przez 20 lat)[3]
- 29 kwietnia
  - Iveta Bartošová – czeska piosenkarka i aktorka[4]
  - Krystyna Bobrowska – polska teatrolog, społecznik, wieloletnia przewodnicząca Towarzystwa Przyjaciół Łodzi[5]
  - Frank Budd – amerykański lekkoatleta, sprinter, futbolista[6]
  - Aleksandra Dranka – polska superstulatka[7]
  - Bob Hoskins – brytyjski aktor i reżyser[8]
  - Gailene Stock – australijska tancerka baletowa, pedagog, dyrektor Royal Ballet School[9]
  - Walter Walsh – amerykański strzelec, najstarszy żyjący olimpijczyk, agent FBI[10]
- 28 kwietnia
  - Peter Kauffold – niemiecki polityk, p.o. ministra żywności, rolnictwa i leśnictwa NRD (1990), minister edukacji, kultury i nauki Meklemburgii-Pomorza Przedniego (1998–2002)[11]
  - Jack Ramsay – amerykański trener koszykarski[12]
  - Gerard Benson – angielski poeta[13]
  - Damião António Franklin – angolski duchowny katolicki, arcybiskup Luandy[14]
  - Dennis Kamakahi – hawajski gitarzysta i kompozytor[15]
  - Idris Sardi – indonezyjski skrzypek i kompozytor[16]
  - Ryan Tandy – australijski rugbysta[17]
- 27 kwietnia
  - Vujadin Boškov – serbski piłkarz i trener[18]
  - Vasco Graça Moura – portugalski pisarz, poeta, tłumacz, polityk, eurodeputowany[19]
  - Stanisław Sroka – polski zootechnik i działacz państwowy, przewodniczący Prezydium WRN w Lesznie (1984–1990)[20]
- 26 kwietnia
  - Ryszard Dąbek – polski samorządowiec i nauczyciel, burmistrz Skórcza (2006–2014)[21]
  - Gerald Guralnik – amerykański fizyk[22]
  - Gieorgij Adelson-Wielski – rosyjski matematyk[23]
  - Sandro Lopopolo – włoski bokser[24]
  - Jacek Manicki – polski tłumacz literatury pięknej z języka angielskiego[25]
  - DJ Rashad – amerykański didżej, producent muzyczny[26]
  - Janusz Rawski – polski panczenista[27]
  - Adolf Seilacher – niemiecki paleontolog[28]
  - Tomasz Szklarski – polski szermierz[29]
- 25 kwietnia
  - Stephen Gottlieb – brytyjski lutnik[30]
  - Earl Morrall – amerykański futbolista[31]
  - Tito Vilanova – hiszpański trener[32]
  - Stefanie Zweig – niemiecka pisarka[33]
- 24 kwietnia
  - Hans Hollein – austriacki architekt[34]
  - Sandy Jardine – szkocki piłkarz i trener[35]
  - Czesław Kołodyński – polski lekkoatleta (długodystansowiec), trener lekkoatletyczny[36]
  - Jan Kracik – polski duchowny katolicki, prezbiter archidiecezji krakowskiej, historyk[37]
  - Bogdan Poniatowski – polski wioślarz, olimpijczyk (1960)[38]
  - Tadeusz Różewicz – polski poeta, dramaturg, prozaik i scenarzysta[39]
  - Jerzy Wieteski – polski piłkarz[40]
- 23 kwietnia
  - Michael Glawogger – austriacki reżyser filmowy[41]
  - Connie Marrero – kubański baseballista[42]
  - Leonhard Pohl – niemiecki lekkoatletlata, medalista olimpijski[43]
  - Mark Shand – brytyjski ekolog i podróżnik, filantrop, autor książek, miłośnik słoni, brat księżnej Kornwalii Kamili[44]
  - Patric Standford – angielski kompozytor, pedagog, pisarz[45]
- 22 kwietnia
  - Jovan Krkobabić – serbski polityk[46]
  - Werner Potzernheim – niemiecki kolarz torowy[47]
- 21 kwietnia
  - Win Tin – birmański dysydent, dziennikarz[48]
- 20 kwietnia
  - Mithat Bayrak – turecki zapaśnik[49]
  - Rubin Carter – amerykański bokser[50]
  - Alistair MacLeod – kanadyjski pisarz[51]
  - Peter Scoones – brytyjski nurek, dokumentalista, fotograf, filmowiec[52]
  - Neville Wran – australijski polityk, premier Nowej Południowej Walii w latach 1976-1986[53]
- 19 kwietnia
  - Kevin Sharp – amerykański piosenkarz country[54]
- 18 kwietnia
  - Al-Habib Bularas – tunezyjski polityk[55]
  - Ramón Malla Call – hiszpański duchowny katolicki, biskup Lleida, administrator apostolski sede vacante La Seu d'Urgell[56]
  - Brian Priestman – brytyjski dyrygent[57]
  - Zbigniew Żuchowski – polski samorządowiec, starosta grudziądzki (1998–2002)[58]
- 17 kwietnia
  - Cheo Feliciano – portorykański kompozytor i piosenkarz[59]
  - Gabriel García Márquez – kolumbijski powieściopisarz, laureat Nagrody Nobla, dziennikarz i działacz społeczny[60]
  - Anthony Marriott – angielski dramaturg i aktor[61]
  - Karl Meiler – niemiecki tenisista[62]
  - Albin Tybulewicz – polski działacz emigracyjny, dziennikarz i tłumacz, wiceprzewodniczący Rady Programowej TV Polonia[63]
- 16 kwietnia
  - Frank Kopel – szkocki piłkarz[64]
  - Stanisław Olejnik – polski teolog[65]
- 15 kwietnia
  - Nina Cassian – rumuńska poetka[66]
  - Shane Gibson – amerykański gitarzysta, członek grupy Korn[67]
- 14 kwietnia
  - Raul Bragança Neto saotomejski polityk, premier Wysp Świętego Tomasza i Książęcej (1996–1999)[68]
  - Ingeborg von Kusserow – niemiecka aktorka[69]
  - Armando Peraza – kubański perkusjonista Latin jazzowy[70]
  - Chen Yizi – chiński polityk, dysydent, obrońca praw człowieka[71]
  - Sylwester Zawadzki – polski duchowny rzymskokatolicki, pomysłodawca i budowniczy figury Chrystusa Króla w Świebodzinie[72]
- 13 kwietnia
  - Ernesto Laclau – argentyński filozof[73]
  - Rafał Sznajder – polski szermierz, szablista[74]
- 12 kwietnia
  - Wojciech Garstka – polski funkcjonariusz MO i SB, pułkownik, rzecznik prasowy ministra spraw wewnętrznych (1988–1990)[75]
  - Fred Ho – amerykański saksofonista jazzowy, kompozytor, lider zespołu, dramaturg, pisarz i działacz społeczny[76]
  - Leonard Siemiątkowski – polski działacz państwowy i bankowiec, prezes Narodowego Banku Polskiego i wiceminister finansów (1968–1972)[77]
- 11 kwietnia
  - Edna Doré – angielska aktorka[78]
  - Lou Hudson – amerykański koszykarz[79]
  - Siergiej Niepobiedimy – rosyjski inżynier, konstruktor rakiet[80]
  - Jesse Winchester – amerykański piosenkarz, gitarzysta i klawiszowiec gatunku folk i country[81]
- 10 kwietnia
  - Romana Barnycz-Gupieniec – polska archeolog, prof. dr hab.[82]
  - Dominique Baudis – francuski dziennikarz, polityk, eurodeputowany, mer Tuluzy
  - Justin Marie Bomboko – polityk z Demokratycznej Republiki Konga, premier kraju w latach 60. XX wieku[83]
  - László Felkai – węgierski piłkarz wodny[84]
  - Wojciech Fijałkowski − polski historyk sztuki, muzeolog, varsiavianista[85]
  - Jim Flaherty – kanadyjski polityk, minister finansów[86]
  - Phyllis Frelich – amerykańska aktorka[87]
  - Doris Pilkington Garimara – aborygeńska pisarka[88]
  - Ján Hirka – słowacki duchowny katolicki, biskup, ordynariusz preszowskiej eparchii greckokatolickiej[89]
  - Richard Hoggart – brytyjski literaturoznawca, kulturoznawca, socjolog[90]
  - Sue Townsend – brytyjska pisarka[91]
  - Antoni Trembulak – polski działacz państwowy i prawnik, wojewoda wałbrzyski (1975–1981)[92]
  - Rolando Ugolini – włoski piłkarz występujący na pozycji bramkarza[93]
  - Krystyna Wyczańska – polska działaczka konspiracyjna, łączniczka BIP AK, podharcmistrz, doktor nauk historycznych[94]
- 9 kwietnia
  - Boniface Lele – kenijski duchowny katolicki, arcybiskup metropolita Mombasy[95]
  - Gerazym (Cristea) - rumuński duchowny prawosławny, arcybiskup Râmnicu Vâlcea[96]
  - René Mertens – belgijski kolarz szosowy, zwycięzca wyścigu Grand Prix de l'Escaut z 1947[97]
  - Arthur N.R. Robinson – trynidadzki polityk premier Trynidadu i Tobago w latach 1986–1991, oraz prezydent Trynidadu i Tobago w latach 1997–2003[98]
  - Ferdinando Terruzzi – włoski kolarz torowy i szosowy[99]
- 8 kwietnia
  - Sandy Brown – szkocki piłkarz[100]
  - Emanuel Karim III Delly – iracki duchowny katolicki, kardynał, chaldejski patriarcha Babilonu w latach 2003–2012[101]
  - Karlheinz Deschner – niemiecki historyk, autor książek przedstawiających krytycznie historię Kościoła rzymskokatolickiego i chrześcijaństwa[102]
  - Eugeniusz Jarysz – polski działacz polityczny, wicewojewoda pilski w latach 1993–1997[103]
  - Marichen Nielsen – duńska polityk, deputowana krajowa i europejska[104]
  - Adrianne Wadewitz – amerykańska redaktorka, jedna z najbardziej płodnych i wpływowych redaktorów encyklopedii Wikipedia[105]
  - Warrior – amerykański wrestler i kulturysta[106]
  - Władysław Woszczyk – polski działacz sportowy[107]
- 7 kwietnia
  - Américo Canas – hiszpański piłkarz[108]
  - Philippe Dechartre – francuski polityk[109]
  - Peaches Geldof – brytyjska modelka i prezenterka telewizyjna, córka Boba Geldofa[110]
  - Piotr Gintowt – polski trener piłki ręcznej, lekkoatleta, nauczyciel wychowania fizycznego[111]
  - Jacek Orliński – polski żeglarz sportowy, wielokrotny mistrz Polski w klasie Sympathy 600[112]
  - Andrzej Orzeł – polski polonista, wicedyrektor Filharmonii Bałtyckiej[113]
  - Obrad Piljak – jugosłowiański polityk i ekonomista, przewodniczący Rady Wykonawczej (premier) Socjalistycznej Republiki Bośni i Hercegowiny (1989–1990)[114]
  - John Shirley-Quirk – angielski śpiewak operowy (baryton)[115]
  - Josep Maria Subirachs – hiszpański rzeźbiarz i malarz, autor fasady Męki Pańskiej w kościele Sagrada Família[116]
- 6 kwietnia
  - Mary Anderson – amerykańska aktorka[117]
  - Jerzy Ćwiek – polski działacz państwowy, generał brygady Milicji Obywatelskiej, szef Głównego Urzędu Ceł (1985–1990)[118]
  - Mickey Rooney – amerykański aktor[119]
  - Massimo Tamburini – włoski projektant motocykli[120]
  - Cameron Waugh – angielski motocyklista rajdowy[121]
- 5 kwietnia
  - Marian Glinkowski – polski reżyser teatralny i animator kultury[122]
  - Wayne Henderson – amerykański trębacz jazzowy, producent nagrań, kompozytor[123]
  - Peter Matthiessen – amerykański pisarz[124]
  - John Pinette – amerykański aktor[125]
  - José Wilker – brazylijski aktor, reżyser[126]
- 4 kwietnia
  - José Aguilar – kubański bokser[127]
  - İsmet Atlı – turecki zapaśnik[128]
  - Kumba Ialá – gwineabissauski polityk, prezydent Gwinei Bissau w latach 2000–2003[129]
  - Margo MacDonald – brytyjska polityk, członkini Szkockiej Partii Narodowej[130]
  - Klaus Meyer – niemiecki piłkarz[131]
  - Anja Niedringhaus – niemiecka fotoreporterka[132]
- 3 kwietnia
  - Nathan Berry – australijski dżokej[133]
  - Ireneusz Betlewicz – polski malarz i poeta[134]
  - Máximo Cajal – hiszpański dyplomata, ambasador Hiszpanii w Gwatemali[135]
  - Régine Deforges – francuska pisarka, feministka[136]
  - Pedro Fré – brazylijski duchowny katolicki, biskup Barretos w latach 1989–1990[137]
  - Jan Pavlović – serbski duchowny prawosławny, biskup, metropolita zagrzebski i lublański[138]
  - Tommy Lynn Sells – amerykański seryjny morderca[139]
  - Arthur Smith – amerykański muzyk country[140]
  - Pere Ventura – hiszpański aktor[141]
- 2 kwietnia
  - Taha Basry – egipski piłkarz i trener piłkarski[142]
  - Alfonso Bayard – hiszpański aktor telewizyjny[143]
  - Richard Brick – amerykański producent filmowy i wykonawczy[144]
  - Harris Goldsmith – amerykański pianista, pedagog muzyczny, krytyk[145]
  - Sandy Grossman – amerykański reżyser telewizyjny[146]
  - Mamoon Kazi – pakistański prawnik[147]
  - Pearse Lacey – kanadyjski duchowny katolicki, biskup pomocniczy Toronto w latach 1979–1993[148]
  - Pierre Mathieu – holenderski trener siatkarski[149]
  - Miloš Mikeln – słoweński pisarz[150]
  - Consuelo Moure – kolumbijska aktorka[151]
  - Unnikrishnan Puthur – indyjski pisarz[152]
  - Gustavo Rodríguez – wenezuelski aktor[153]
  - Urs Widmer – szwajcarski pisarz i tłumacz[154]
- 1 kwietnia
  - Ramon Cano – panamski dziennikarz radiowy[155]
  - Guillermo Delgado – peruwiański piłkarz[156]
  - Taieb Jebali – tunezyjski piłkarz[157]
  - Jacques Le Goff – francuski historyk[158]
  - Andrew McDonald – amerykański duchowny katolicki, biskup Little Rock w latach 1972–2000[159]
  - Roberto Nazareno – filipiński urzędnik państwowy, sekretarz generalny Izby Reprezentantów w latach 1996–2008[160]
  - Alfred Niepieklo – niemiecki piłkarz pochodzenia polskiego[161]
  - Carlos Oneto – peruwiański aktor, komik i pisarz[162]
  - Merimeri Penfold – nowozelandzka językoznawczyni, pierwsza kobieta ucząca Maorysów języka maoryskiego[163]
  - Krystyna Poślednia – polska polityk, samorządowiec, posłanka PO na Sejm RP[164]
  - Rolf Rendtorff – niemiecki teolog[165]
- data dzienna nieznana
  - Marsha Mehran – irańska pisarka[166]
  - Dżemal Mikeladze – radziecki (gruziński) polityk, I sekretarz Komunistycznej Partii Gruzji (1991)[167]